# Olivier Saint-Amand
Pour les articles homonymes, voir Saint-Amand.
 (février 2020).
Si vous disposez d'ouvrages ou d'articles de référence ou si vous connaissez des sites web de qualité traitant du thème abordé ici, merci de compléter l'article en donnant les références utiles à sa vérifiabilité et en les liant à la section « Notes et références ».
Olivier Saint-Amand, né le 9 mai 1967 à Enghien, est un homme politique belge de langue française, membre d'Ecolo.
Enseignant de formation, il a travaillé comme instituteur pendant 12 ans, notamment à l'École Saint-Dominique de Schaerbeek.
En février 2000, il crée le groupe local d'Ecolo Enghien. Il est élu conseiller communal en octobre 2000 et devient échevin dans une majorité Arc-en-ciel (MR-PS-Ecolo) début 2001. En 2006, Olivier Saint-Amand est réélu et devient responsable des travaux publics.
Le 7 juin 2009, il est élu député wallon et député de la Communauté française de Belgique, pour la circonscription électorale de Soignies. Il y est désigné à la vice-présidence du Parlement de la Communauté française.
Le 14 octobre 2012, le parti Ecolo se positionnant comme second parti à l'issue des élections communales à Enghien, il est nommé bourgmestre de la ville d'Enghien. Conformément aux statuts de son parti qui interdisent le cumul de deux mandats électifs, Olivier Saint-Amand abandonne son poste de député pour se consacrer à l'exercice de son mandat local.
Le 13 octobre 2024, il n'est pas réélu pour un troisième mandat de bourgmestre. 

## Carrière politique
- Conseiller communal d'Enghien (2001-)
  - Échevin (2001-2012)
  - Bourgmestre (2012-2024)
- Député wallon (2009-2012)